# Gorenja vas pri Čatežu
Gorenja vas pri Čatežu je naselje v občini Trebnje.
Gorenja vas pri Čatežu je gručasto naselje na vrhu razglednega hriba jugovzhodno od Čateža. Okoli hiš so sadovnjaki, za njimi pa v položnejših legah njive Laze, Hrib, Breg, Orešje in Reber. Na južni strani vasi proti Močilam in v dolini Dušice pod Čatežem so travniki, v Gabru, Dragi, Brezjah in Robidovcu pa mešani gozdovi s prevlado bukve in hrasta. Na jugovzhodu naselja je gorica Sejenice, posejana z vinogradi in zidanicami, najbližja studenca pa sta Močile in Kovačev studenec. Starejši vaščani se še ukvarjajo s kmetijstvom in ohranjajo stare običaje.